# ألتكيرش
 ألتكيرش ، (بالفرنسية: Altkirch)، (نطق:altkiʁʃ)، هي بلدية فرنسية في إقليم الراين الأعلى، في الألزاس في شمال شرق فرنسا.

## أعلام
- هوغو هوفستيتر
- لوسيان هير
- نيكولا هارتمان